# Provincia de Biskra
Biskra (en árabe: ولاية بسكرة) es un valiato de Argelia. Su capital es la ciudad homónima.

## Localidades con población de abril de 2008
- Aïn Naga 12,032
- Ain Zaatout 3,693
- Besbes 8,392
- Biskra 205,608
- Bordj Ben Azzouz 12,702
- Bouchagroune 13,124
- Branis 4,273
- Chetma 13,699
- Djemorah 12,574
- Doucen 26,455
- Ech Chaïba 9,280
- El Feidh 12,602
- El Ghrous 16,408
- El Hadjeb 10,126
- El Haouch 4,923
- El Kantara 11,415
- El Mizaraa 7,601
- El Outaya 11,155
- Foughala 12,488
- Khenguet Sidi Nadji 3,040
- Lichana 9,852
- Lioua 21,416
- M'Chouneche 10,107
- Mekhadma 5,425
- M'Lili6,497
- Ouled Djellal 63,237
- Oumache 10,336
- Ourlal 7,444
- Ras El Miaad 21,278
- Sidi Khaled 43,315
- Sidi Okba 33,509
- Tolga 55,809
- Zeribet El Oued 21,541

## División administrativa
La provincia está dividida en 12 dairas (distritos), que a su vez se dividen en 33 comunas (ciudades). Tolga es una de las famosas dairas de esta provincia. Otras localidades son: Lichoua, Sidi Okba, Sidi Khaled, El-Kantara, Ourlala y Ouled Djellal.